# Colonia (filme)
Colonia (Amor e Revolução, no Brasil) é um suspense romântico de 2015 dirigido por Florian Gallenberger, produzido por Benjamin Herrmann, escrito por Torsten Wenzel e Gallenberger, e protagonizado pelos atores Emma Watson, Daniel Brühl e Michael Nyqvist. O filme tem como pano de fundo o golpe militar chileno de 1973 e a verdadeira "Colônia Dignidade", um notório culto no sul do Chile, liderado pelo pregador leigo alemão Paul Schäfer. O filme é uma co-produção internacional de empresas no Reino Unido, Alemanha, Luxemburgo e França.
As filmagens começaram em 2 de outubro de 2014 no Luxemburgo; Também ocorreram na Alemanha, no Chile e na Argentina. O filme estreou mundialmente no Festival Internacional de Cinema de Toronto de 2015, na seção de Apresentações Especiais. O filme foi lançado na Alemanha em 18 de fevereiro de 2016, no Reino Unido em 1 de julho de 2016 e na França em 20 de julho de 2016.

## Enredo
Em 1973, Daniel e Lena, um jovem casal alemão, envolvem-se num golpe militar chileno, numa altura em que os apoiadores do presidente deposto Salvador Allende são presos pelos militares do general Augusto Pinochet. Quando Daniel é sequestrado pela polícia secreta de Pinochet, DINA, Lena tenta encontrar e salvar seu namorado. Ela o acompanha para uma organização fechada chamada "Colônia Dignidade", que se apresenta como uma missão de caridade dirigida por um pregador leigo, Paul Schäfer. Lena se junta à organização para resgatar seu namorado, apenas para descobrir que é um culto do qual ninguém jamais escapou. Mais tarde, ela encontra Daniel, que age com deficiência para ser negligenciado. Daniel descobre que a organização também é um centro de operações ilegal da DINA. Lena e Daniel tentam escapar de Colônia Dignidade junto com Ursel, uma enfermeira grávida. Ursel é morta e tanto Lena quanto Daniel escapam para a embaixada da Alemanha Ocidental. Funcionários da embaixada os traem, mas os amantes saem do país por ar, com provas fotográficas incriminatórias contra Colônia Dignidade. 

## Elenco
- Emma Watson como Lena, uma jovem que se junta ao culto Colônia Dignidade para resgatar seu namorado Daniel.
- Daniel Brühl como Daniel, namorado de Lena, cidadão da Alemanha Ocidental sequestrado pela polícia secreta DINA do general Augusto Pinochet.
- Michael Nyqvist como Paul Schäfer, o líder da Colônia Dignidade.
- Richenda Carey como Gisela
- Vicky Krieps como Ursel
- Jeanne Werner como Doro
- César Bordón como Manuel Contreras
- August Zirner como embaixador alemão
- Martin Wuttke como Niels Biedermann
- Julian Ovenden como Roman Breuer
- Nicolás Barsoff como Jorge